# 美幾
美幾（日语：／ Miki，1836年—1869年8月12日），日本首位自願捐贈遺體作為解剖之用的捐贈者，江戶至明治時代的遊女:178-180。根據紀載，美幾在梅毒治療的過程中病情陷入重症。
在醫師的建議下，美幾承諾在死後捐出遺體，供醫學解剖使用，據傳為日本第一位進行遺體捐贈的志願者:178-180。美幾的事蹟曾作為文學作品的靈感來源，如渡邊淳一的小說《白色旅程》（白き旅立ち，直譯），以及吉村昭的小說《梅之刺青》（梅の刺青，直譯）。

## 生涯
美幾生於1836年（天保七年），為駒込追分居民彥四郎（彦四郎）之女。名字則通常被寫為「美幾女」（みきじょ）、「美幾」（ミキ）:178-180。相傳美幾在10歲時，就前往本鄉地區的名門世家奉公。後因父親受傷導致無法工作，因此轉而從事遊女。
後來，美幾在遊廓（妓院）工作時染上了梅毒，住進東京醫學校（東京大學醫學部前身）附屬醫院的梅毒院進行治療。但美幾的病情並無起色，甚至逐漸加劇。於是醫師建議她在死後將遺體捐獻出來，供醫學解剖使用。美幾自知死期將至，於是便答應捐贈遺體。在父母和兄長的簽署同意之下，美幾申請捐贈遺體的遺書被遞交到東京府。東京府雖然認可了該項申請，但在申請許可書裡附加了「必須給予美幾隆重的葬禮」（原文：厚ク相弔イ遣ルベキコト）的條件:178-180。
美幾於1869年8月12日逝世，享年僅34歲。翌日，於下谷和泉町（今東京都千代田區神田和泉町）醫學院的小屋進行了日本首例的病理解剖:178-180。為了慰藉美幾在天之靈，醫學院於8月16日，也就是美幾逝世後不到一周，即在小石川植物園旁的念速寺舉行隆重的喪禮，並贈予遺族家屬十兩黃金:178-180。
美幾之墓現在位於念速寺的本堂後方:178-180。墓碑背後刻有美幾的法號「釋妙倖信女」，以及當時醫學院給她的贈言「我國首位因病而死並捐贈遺體者，值得嘉許」。美幾之墓於1974年11月1日被指定為東京都文京區之古蹟。基於古蹟維護的因素，她的墓碑蓋上了透明的保護罩。
根據翌年1870年（明治3年）的紀錄，出現了繼美幾之後第二位到第四位的遺體捐贈者:178-180。名字分別是2月的八丁堀龜島町的「金次郎」、3月的深川大島町的「竹藏」（竹蔵）、10月的小日向水道町的「Mutsu」（ムツ），因為上述志願者皆未記載姓氏，推定是貧窮階級的人:178-180。這些志願者皆受到妥善安葬，並且贈予遺族家屬黄金3兩:178-180。

## 「特志解剖」第1號
小川鼎三在其所著的《醫學的歷史》一書中指出，第一例志願遺體捐贈的是幕末至明治初期活躍的蘭學學者兼軍學者的宇都宮三郎:178-180。宇都宮舊名為宇都宮鑛之進，出生於名古屋的尾張藩士之子。宇都宮年輕時修習武藝及兵法、砲術，之後更攻讀化學領域，在明治維新前後的日本化學界留下了重大的功績:178-180。宇都宮因為學習蘭學而經常出入桂川甫周的家:178-180。
1868年（明治元年），宇都宮因重病而臥床。有感於當時幕藩体制的瓦解，並看到曾經的同伴們正在活躍行動而感到悲觀的他，向東京府提出了「特志解剖願」（遺體捐贈志願書）:178-180。東京府同意遺願並給予許可:178-180。然而後來因宇都宮病情回復，最後並未執行遺體捐贈之解剖。宇都宮於1869年（明治2年）3月出任明治新政府的開成學校的教官，7月時擔任大學中的助教:178-180，同年結婚:178-180。小川推測，宇都宮的特志解剖願與美幾之間可能具有某種程度的關聯性:178-180。而最後宇都宮於1902年（明治35年）過世，葬於故郷的幸福寺（愛知縣豐田市）。因此「遺體捐贈」第1號就變成美幾了:178-180。
福島縣立醫科大學講師末永惠子在其著書《遺體是展示品嗎？「人體的不可思議展」》（死体は見世物か 「人体の不思議展」をめぐって）中提及美幾的「遺體捐贈」第1號事蹟。末永舉出當時的資料記載關於美幾的事項「（美幾是）醫學院附屬醫院的重症住院患者，同時也是『貧窮的病人』」，並指出「入院時已陷入重症並面臨生命危機的美幾的真意到底是如何，現在已無從得知。」。

## 文學作品中的美幾
小說家渡邊淳一於1973年（昭和48年）從時任順天堂大學教授的小川鼎三那裡聽聞到關於日本遺體捐贈的第1號是吉原的遊女:271-272。渡邊當初剛聽聞時，以為是不是記錄有誤而無法馬上相信這件事，但在小川把美幾的名字乃至於念速寺的墓地的事情告訴渡邊後，渡邊才相信這件事的真實性:271-272。在那之後，渡邊表現出對美幾存在的強烈興趣。渡邊並於同年12月訪問念速寺。在參拜墓地後從住職那裡聽聞了關於美幾的事蹟，並將自己醫學生時代時解剖年輕女性大體的實習經驗重合，慢慢建構出小說的印象:271-279。
渡邊把美幾的一生作為題材，寫出小說《白色旅程》（白き旅立ち）連載於1974年3月號到5月號的小説新潮中:246。在這部作品中，宇都宮鑛之進被描寫成是美幾的常客。美幾從宇都宮那邊學到關於解剖的知識，之後結核病惡化並到宇都宮介紹的小石川養生所住院，其遺體捐贈的申請手續也順利的提出。作品中美幾暗戀養生所裡邂逅的年輕醫師瀧川長安，聽到他提倡解剖是日本醫學未來發展不可或缺的部分，因此約定提供自己死後的大體作為解剖之用而終了其生涯:391-422。
詩人兼藝評家的鄉原宏評論《白色旅程》為「傳記小說的優秀作品」，並寫到美幾是「透過作者的筆被發現，而發掘出的女主角」:116。鄉原還讚美該部作品「作品中各處皆可以觀察出作者體現了理想的醫學和文學的調和」:116
吉村昭的小說《梅之刺青》（梅の刺青）則是以美幾手臂的刺青為題材的小說:260-261。吉村並從當時見證美幾解剖的醫學家石黑忠悳的子孫處得到了閱覽當時日記的機會:260-261。從石黑的日記得知美幾的手臂有著一束梅花的刺青使得吉村受到了衝擊:260-261。
吉村的小說則從宇都宮鑛之進於1868年（明治元年）11月向醫學院提出自己的遺體捐贈志願書起筆，最後完結於為了慰藉被解剖人們的靈魂於1881年（明治14年）建造的谷中墓地內的千人塚場景。在小說內，執行美幾的解剖的執刀者為田口和美（之後成為東京大學醫學部解剖學的初代教授），桐原真節（後來成為東京大學附屬醫院的初代院長）則為解說者:258。
《梅之刺青》，如同作者吉村於後記中所述，以日本早期解剖的歷史為主題:260-261。關於美幾的描述是以東京大學醫學部解剖學教室所保存的歷史事實為基礎而進行小說化。根據該小說後記之記載，吉村對美幾的認知源於小川後任的順天堂大學教授酒井志津之講述:260-261。
2004年上映的塚本晉也導演的電影《Vital》為描述人體與意識或靈魂關聯的作品。電影的主角，沉迷人體解剖並且喪失記憶的醫學生高木（淺野忠信）是影射達文西，在高木的幻想中頻繁出現的女主角涼子（柄本奈美）則是影射美幾。

## 腳註

## 外部連結
- 登録者文集「私と献体」 （页面存档备份，存于）
- 東京の医跡 諸澄 邦彦（埼玉県立がんセンター放射線技術部） （页面存档备份，存于）
- 解剖学と医学：今と昔PDF